# Zak Penn
Zak Penn  (ur. 1968 w Nowym Jorku) – amerykański reżyser i scenarzysta.

## Filmografia
reżyser
- Incydent w Loch Ness (Incident at Loch Ness, 2004)

scenarzysta
- Patrz, czuwaj, ucz się (PCU, 1994)
- Mali żołnierze (Small Soldiers, 1998)
- Za linią wroga (Behind Enemy Lines, 2001)
- Suspect Zero  (2004)
- Incydent w Loch Ness (Incident at Loch Ness, 2004)
- Elektra (2005)
- X-Men: Ostatni bastion (X-Men: The Last Stand, 2006)
- The Grand (2007)
- Incredible Hulk (2008)

producent
- Osmosis Jones  (2001)
- Incydent w Loch Ness (Incident at Loch Ness, 2004)